# ジャー坊
ジャー坊（じゃーぼう）は、福岡県大牟田市の公式マスコットキャラクターである。

## 概要

### プロフィール
- 生誕地：福岡県大牟田市[1]
- 誕生日：3月1日[1]
- 性別：男の子[1]
- お気に入り：炭鉱の街の人々からもらったつるはしとヘルメット[2]

### 誕生
1917年の大牟田市制施行から100周年にあたる2017年3月1日に誕生した大牟田市の公式キャラクター。
「ギリギリ人間に見える姿に変化した大蛇の化身」という設定で、毎年7月に行われる「おおむた『大蛇山』まつり」の『大蛇山』の蛇が由来。
制作は、福岡市のゲームソフト開発企業である株式会社レベルファイブ。命名は同社代表取締役社長／CEOの日野晃博、デザインは同社デザイナーの長野拓造。共に大牟田市出身という縁から誕生した。
2018年に行われたゆるキャラグランプリで全国2位となった功績がある。

### 二次利用
ジャー坊のイラスト・ロゴの利用にあたり使用料は無料だが、原則として、事前に申請をし承認を得る必要がある。（個人利用を除く）利用には、著作権の表示が義務付けられている。イラスト・ロゴ使用には要綱の規約を守った上での使用が求められる。

## テーマ曲
『ジャー坊のテーマ!2018』
作詞 - Yourin / 作曲 - 長友仍世（infix） / 編曲 - 佐藤晃（infix）/ 歌 - infixと渡辺あゆ香＆大牟田ラブ合唱隊

## 展開
大牟田市石炭産業科学館
毎月第3日曜日の「石炭館ファミリーデー」に合わせて、グリーティングイベント「～ジャー坊とあそぼう♪～」を行っている。
おおむたPRキャンペーン
おおむたPRキャンペーンは大牟田市の魅力を発信するために大牟田市より2021年12月1日から2022年3月13日の間で行われた。そのキャンペーンをさらに盛り上げるため、大牟田市と福岡市を結ぶ西鉄天神大牟田線で「ジャー坊号」が期間限定で運行された。西鉄3000形の6両編成の3001と3502の先頭及び最後部のみのデザインが施されていた。
河島運輸株式会社
「ジャー坊」と「大蛇山まつり」の、左右同じデザインでラッピングされた大型トラックを主に九州から北陸間を走行している。
富士運輸株式会社
車両総重量20tの大型トラックで、右側面には「大蛇山」、左側面には、映画「いのちスケッチ」の舞台になった「大牟田市動物園」、後方には、世界文化遺産「宮原坑」をバックに「ジャー坊」と「ジャー坊のカラーマンホール」がラッピングされている。このトラックは関東や関西など全国を走行している。